# Марчиано, Брюс
Брюс Марчиано (англ. Bruce Marchiano, род. 5 февраля 1956, Лос-Анджелес, Калифорния) — американский киноактёр, наиболее известный по роли Иисуса Христа в фильме «Визуальная Библия: Евангелие от Матфея».

## Биография
Брюс Марчиано родился в Ориндже, штат Калифорния. Его отец итальянского происхождения, а мать сирийского происхождения.

### Карьера
В 1985 сыграл свою первую роль в одном из эпизодов телесериала «Она написала убийство» , за которым последовали выступления в сериале «Закон Лос-Анджелеса» , «Коломбо» и малобюджетный фильм ужасов, Проклятие 2: Укус. В 1993 году исполнил роль Иисуса Христа. Иисус стал его первым положительным героем, до этого он играл антагонистов.
После роли Иисуса, Марчиано написал несколько книг об Иисусе и опыт изображения Иисуса на киноэкране.
В 2009 году Марчиано исполнил роль Иисуса в короткометражном фильме «Дорога в Эммаус» , который повествует о встречи воскресшего Христа с двумя учениками по дороге в Эммаус.Так же Марчиано решился озвучить Иисуса в детском христианском анимационном фильме «Иудейский Лев» и исполнил роль Иисуса в фильме «Неожиданная встреча».
В 2012 он в очередной раз исполнил роль Иисуса в фильме режиссёра Гэбриеля Саблоффа «Апостол Пётр и Тайная Вечеря», в фильме рассказывается о последних днях Петра.
На данный момент Марчиано продолжает сниматься в христианских фильмах.

### Личная жизнь
Марчиано родился и вырос в семье истинных католиков, в 1990 году «родился свыше» после разговоров с другими актерами христианами . В 2010 женился.

## Фильмография
| Год       |    | Русское название                       | Оригинальное название                        | Роль                                    |
| --------- | -- | -------------------------------------- | -------------------------------------------- | --------------------------------------- |
| 1984—1996 | с  | Она написала убийство                  | Murder, She Wrote                            | Помощник директора (сезон 1, эпизод 12) |
| 1984—1987 | с  | Детектив Майк Хаммер                   | Mike Hammer                                  | Джеральд (сезон 3, эпизод 16)           |
| 1989—1990 | с  | Хардболл                               | Hardball                                     | (сезон 1, эпизод 2)                     |
| 1988—1990 | с  | Кошмары Фредди                         | Freddy's Nightmares                          | Рик (сезон 2, эпизод 2)                 |
| 1986—1994 | с  | Закон Лос-Анджелеса                    | L.A. Law                                     | Ловец (сезон 4, эпизод 1)               |
| 1989      | ф  | Проклятие 2: Укус                      | Curse II: The Bite                           | Заместитель Барни                       |
| 1989—2003 | с  | Коломбо: Коломбо и убийство рок-звезды | Columbo                                      | 2-й Техник (сезон 10, эпизод 3)         |
| 1993      | ф  | Визуальная Библия: Евангелие от Матфея | The Visual Bible: Matthew                    | Иисус Христос                           |
| 1994      | ф  | Визуальная Библия: Деяния              | The Visual Bible: Acts                       | Иисус Христос                           |
| 1994—1995 | с  | Агентство моделей                      | Models Inc.                                  | министр (эпизод 29)                     |
| 2001      | ф  | Окончательное решение                  | Final Solution                               | Джейк                                   |
| 2001      | мф | Легенда о Рождественской конфете       | Legend of the Candy Cane                     | Джон (озвучка)                          |
| 2006      | ф  | Вера случается                         | Faith Happens                                | Питер                                   |
| 2009      | ф  | Дороге в Эммаус                        | Road to Emmaus                               | Иисус Христос                           |
| 2010      | ф  | Неожиданная встреча                    | Encounter                                    | Иисус Христос                           |
| 2011      | ф  | Иудейский Лев                          | Lion of Judah                                | Иисус Христос                           |
| 2011      | ф  | Сердце Рождества                       | The Heart of Christmas                       | д-р Макдауэлл                           |
| 2012      | ф  | Неожиданная встреча: потерянный рай    | Encounter: Paradise Lost                     | Иисус Христос                           |
| 2012      | ф  | Это наше время                         | This Is Our Time                             | Профессор Каллахан                      |
| 2012      | ф  | Апостол Пётр и Тайная Вечеря           | Apostle Peter and the Last Supper            | Иисус Христос                           |
| 2013      | ф  | Путь откровения: Начало конца          | Revelation Road: The Beginning of the End    | Незнакомец/Иисус Христос                |
| 2013      | ф  | Ради любви                             | For Love's Sake                              | Доктор Ллойд Климент                    |
| 2013      | ф  | Путь откровения 2: Море стекла и огня  | Revelation Road 2: The Sea of Glass and Fire | Незнакомец/Иисус Христос                |
| 2013      | ф  | Приходи, следуй за Мною                | Come Follow Me                               | Иисус Христос                           |
| 2014      | ф  | Путь откровения 3: Черный всадник      | Revelation Road 2: The Black Rider           | Незнакомец/Иисус Христос                |
| 2014      | ф  | Выбор Элисон                           | Alison's Choice                              | Дворник / Иисус                         |

2020 | ф | Автор, Звезда и Смотритель | The autor, the star, the keeper  Автор

## Книги
- Jesus Yesterday, Today & Forever
- Jesus Wept
- Meeting Jesus
- In the Footsteps of Jesus
- The Character of a Man (2006)
- Jesus, the Man Who Loved Women (2008)